# Greg Cackett
Gregory Cackett, noto Greg (Crawley, 14 novembre 1989) è un bobbista ed ex velocista britannico.

## Biografia
Prima di dedicarsi al bob, Greg Cackett ha praticato l'atletica leggera nelle discipline veloci a livello nazionale, gareggiando nei 100 m ai campionati nazionali assoluti del 2016 e del 2017, entrambi svoltisi a Birmingham.
Dal 2016 compete professionalmente nel bob in qualità di frenatore per la squadra nazionale britannica. Debuttò in Coppa Europa a dicembre 2016 ed esordì in Coppa del Mondo nella stagione 2016/17, il 15 gennaio 2017 a Winterberg, classificandosi ventesimo nel bob a quattro; centrò il suo primo podio il 18 novembre 2017 a Park City, al secondo appuntamento della stagione 2017/18, quando fu terzo nel bob a quattro con Brad Hall, Bruce Tasker e Joel Fearon. Il 18 gennaio 2020 a Innsbruck, quinto appuntamento della stagione 2019/20, conquistò con Brad Hall il primo podio in assoluto ottenuto da un equipaggio britannico in Coppa del Mondo nel bob a due, terminando la gara al secondo posto dietro alla coppia tedesca formata da Francesco Friedrich e Thorsten Margis.
Partecipò ai giochi olimpici di Pyeongchang 2018, dove si piazzò diciassettesimo nel bob a quattro con Hall alla guida dell'equipaggio.
Ha inoltre preso parte a quattro edizioni dei campionati mondiali; nel dettaglio i suoi risultati nelle prove iridate sono stati, nel bob a due: sedicesimo ad Altenberg 2020 e undicesimo ad Altenberg 2021; nel bob a quattro: gara non conclusa a Schönau am Königssee 2017, settimo ad Altenberg 2020 e medaglia d'argento a Sankt Moritz 2023.
Agli campionati europei ha vinto la medaglia d'oro nel bob a quattro ad Altenberg 2023.

## Palmarès

### Mondiali
- 1 medaglia:
  - 1 argento (bob a quattro a Sankt Moritz 2023).

### Europei
- 1 medaglia:
  - 1 oro (bob a quattro ad Altenberg 2023).

### Coppa del Mondo
- 13 podi (4 nel bob a due, 9 nel bob a quattro):
  - 3 vittorie (tutte nel bob a quattro);
  - 8 secondi posti (2 nel bob a due, 6 nel bob a quattro);
  - 2 terzi posti (1 nel bob a due, 1 nel bob a quattro).

#### Coppa del Mondo - vittorie
| Data             | Luogo       | Paese       | Disciplina                                                         |
| ---------------- | ----------- | ----------- | ------------------------------------------------------------------ |
| 18 dicembre 2022 | Lake Placid | Stati Uniti | a quattro con Brad Hall (pilota), Arran Gulliver e Taylor Lawrence |
| 15 gennaio 2023  | Altenberg   | Germania    | a quattro con Brad Hall (pilota), Arran Gulliver e Taylor Lawrence |
| 22 gennaio 2023  | Altenberg   | Germania    | a quattro con Brad Hall (pilota), Arran Gulliver e Taylor Lawrence |